# Чердакли
Чердакли (на руски: Чердаклы) е селище от градски тип в Русия, административен център на Чердаклински район, Уляновска област. Населението му към 1 януари 2018 година е 11 492 души.